# 1984 (film, 1956)
Pour les articles homonymes, voir 1984 (homonymie).
Pour plus de détails, voir Fiche technique et Distribution.
1984 est un film britannique réalisé par Michael Anderson d'après le roman de George Orwell et sorti en 1956.

## Synopsis
En 1984, dans une société future totalitaire nommée Océania, Winston Smith est un employé du Ministère de la Vérité dont le travail consiste à réécrire l’histoire selon les exigences du Parti Angsoc. Il sera amené à tenter de se rebeller en tombant amoureux de Julia.

## Fiche technique
- Titre : 1984
- Réalisation : Michael Anderson
- Scénario : Ralph Gilbert Bettison et William Templeton, d'après le roman 1984 de George Orwell
- Production : N. Peter Rathvon et Ralph Gilbert Bettison
- Sociétés de production : Columbia Pictures et Holiday Films
- Musique : Malcolm Arnold et Cecil Milner
- Photographie : C.M. Pennington-Richards
- Montage : Bill Lewthwaite
- Décors : Terence Verity
- Costumes : Barbara Gray
- Pays de production : Royaume-Uni
- Format : Noir et blanc - 1,37:1 - Mono - 35 mm
- Genre : Drame, Science-fiction
- Durée : 90 minutes
- Date de sortie :
  - États-Unis : septembre 1956

## Distribution
- Edmond O'Brien  : Winston Smith
- Jan Sterling : Julia
- Michael Redgrave : le général O'Connor
- Donald Pleasence : R. Parsons
- David Kossoff : Charrington, le propriétaire du bazar
- Carol Wolveridge : Selina Parsons
- Mervyn Johns : Jones
- Patrick Allen : un officiel du parti
- Ewen Solon : un orateur du parti
- Michael Ripper (en) : un orateur du parti
- Ernest Clark : l'annonceur du parti
- Barbara Cavan : une femme (voix)
- Ronan O'Casey : Rutherford
- Kenneth Griffith : un prisonnier (non crédité)
- John Vernon : Big Brother (voix) (non crédité)

## Autour du film
- Carol Wolveridge a été payée 120 £ pour trois jours de travail.
- Nina Parry et Cheryl Molineaux avaient été pressenties pour le rôle de Selina.